# Венцборк (гмина)
Венцборк (пол. Więcbork) — гмина (волость) в Польше, входит как административная единица в Семпульненский повет, Куявско-Поморское воеводство. Население — 13 047 человек (на 2004 год).

## Сельские округа
1. Божишково
2. Чармунь
3. Дальково
4. Фрыдрыхово
5. Гуроватки
6. Ястшембец
7. Елень
8. Любча
9. Новы-Двур
10. Пемпежин
11. Пуща
12. Руново-Краеньске
13. Сухорончек
14. Сыпнево
15. Смилово
16. Витуня
17. Вымыслово
18. Забартово
19. Закшевек
20. Закшевска-Осада
21. Згнилка

## Прочие поселения
1. Адамово
2. Каролево
3. Катажинец
4. Клярыново
5. Млынки
6. Вильче-Яры

## Соседние гмины
1. Гмина Лобженица
2. Гмина Мроча
3. Гмина Семпульно-Краеньске
4. Гмина Сосьно
5. Гмина Закшево
6. Гмина Злотув
7. Гмина Липка